# Robert Ciborowski
Robert Władysław Ciborowski (ur. 27 czerwca 1967 w Gdańsku) – polski ekonomista, profesor nauk ekonomicznych, w kadencjach 2016–2020 i 2020–2024 rektor Uniwersytetu w Białymstoku.

## Życiorys
Ukończył studia ekonomiczne, po czym w 1993 podjął pracę zawodową na białostockiej Filii Uniwersytetu Warszawskiego, a w 1997 na nowo powołanym Uniwersytecie w Białymstoku. Na UwB w 1998 uzyskał stopień doktora nauk ekonomicznych na podstawie pracy pt. Innowacje techniczne a system funkcjonowania gospodarki (na przykładzie Wielkiej Brytanii) (której promotorem był Kazimierz Meredyk). Również na tej uczelni habilitował się w 2004 w oparciu o dorobek naukowy i rozprawę pt. Wpływ zmian w polityce ekonomicznej i globalizacji na postęp techniczny i konkurencyjność gospodarki Wielkiej Brytanii. Odbył staż naukowy na University of Sussex. 29 stycznia 2018 otrzymał tytuł naukowy profesora. Specjalizuje się w zagadnieniach z zakresu ekonomii politycznej, ekonomiki innowacji i polityki gospodarczej.
Na Uniwersytecie w Białymstoku w 2006 doszedł do stanowiska profesora nadzwyczajnego. W latach 2002–2005 był prodziekanem Wydziału Ekonomii i Zarządzania, następnie do 2012 pełnił funkcję jego dziekana. W latach 2005–2014 był kierownikiem Zakładu Systemów Ekonomicznych, w 2015 stanął na czele Katedry Ekonomii Politycznej. W 2012 objął funkcję prorektora UwB ds. ekonomicznych. W 2016 został wybrany na rektora tej uczelni na czteroletnią kadencję. W 2020 uzyskał reelekcję na drugą kadencję.
Wykładał także w Wyższej Szkole Ekonomicznej w Białymstoku, Wyższej Szkoły Finansów i Zarządzania w Białymstoku i Państwowej Wyższej Szkole Informatyki i Przedsiębiorczości w Łomży. Członek Polskiego Towarzystwa Ekonomicznego oraz Towarzystwa Ekonomistów Polskich.